# ترازبانگی
ترازبانگی (به انگلیسی: Translanguaging) اصطلاحی است که اغلب در فرایندهای آموزشی به کار می‌رود. گویشوران چندزبانه از طریق این فرایند زبان‌هایشان را به عنوان نظام ارتباطی یکپارچه به کار می‌برند.
این اصطلاح محصول دوزبانگی است. در محیط آموزشی، ترازبانگی می‌تواند هم توسط معلم و هم دانش‌آموز به کار رود. ترازبانگی فرایندی شایع در سراسر جهان است که توانایی دوزبانگی دانش‌آموز را افزایش می‌دهد. به عنوان مثال، معلم می‌تواند یک طرح درس را با استفاده از انگلیسی به عنوان ابزار آموزشی و یک زبان دیگر را به عنوان ابزار بحث توسعه دهد. دانش‌آموز از طریق این فرایند می‌تواند از هر زبانی برای حوزه‌های مختلف در کلاس درس استفاده کند.